# Joe Sentieri
Rino Luigi Sentieri, cunoscut drept Joe Sentieri, (n. 3 martie 1925, Genova, Italia – d. 27 martie 2007, Pescara, Italia) a fost un cântăreț italian.